# Ceratina lehmanni
Ceratina lehmanni (лат.) — вид пчёл рода Ceratina из семейства Apidae (Xylocopinae).

## Распространение
Южная Америка: Колумбия.

## Описание и этимология
Мелкие пчёлы, длина тела самок 7,5 мм (самцы не найдены). Тело слабопушенное, пурпурное и буроватое, металлически блестящее с грубой скульптурой. Очень ярко окрашенный вид, который выделяется пурпурным цветом головы и груди. Вид был впервые описан в 1910 году немецким энтомологом Генрихом Фризе (Heinrich Friese; 1860—1948). Назван в честь Lehmann, собравшего типовой экземпляр.
Описание было сделано по единственной самке. Данные о сезонности отсутствуют.
Вид включён в состав неотропического подрода C. (Crewella) Cockerell, 1903.